# Svein Grøndalen
Svein Grøndalen  (Halden, 8 februari 1955) is een voormalig betaald voetballer uit Noorwegen die speelde als  centrale verdediger. Hij was geboren in Halden, en woonde als jongen in Halden, en Hunndalen. Hij speelde jeugdvoetbal voor Kvik Halden en Raufoss, en senior voetbal voor Raufoss, Rosenborg, Moss en Ås. In totaal kreeg hij 77 caps voor Noorwegen, tussen 1973 en 1984.
Grøndalen speelde linker of rechter centrale verdediger en werd genoteerd voor zijn "fysieke" stijl van spel. Veel mensen onthouden hem het best voor een brutale tackle, die de zweed Ralf Edström verwondde tijdens een internationale wedstrijd van 1977. Hij wordt ook onthouden door het missen van een World Cup kwalificatie wedstrijd door een bizarre blessure, terwijl hij in het bos liep raakte grøndalen een eland en raakte zwaar gewond, daardoor kon hij niet het volgende spel spelen.